# 도레이

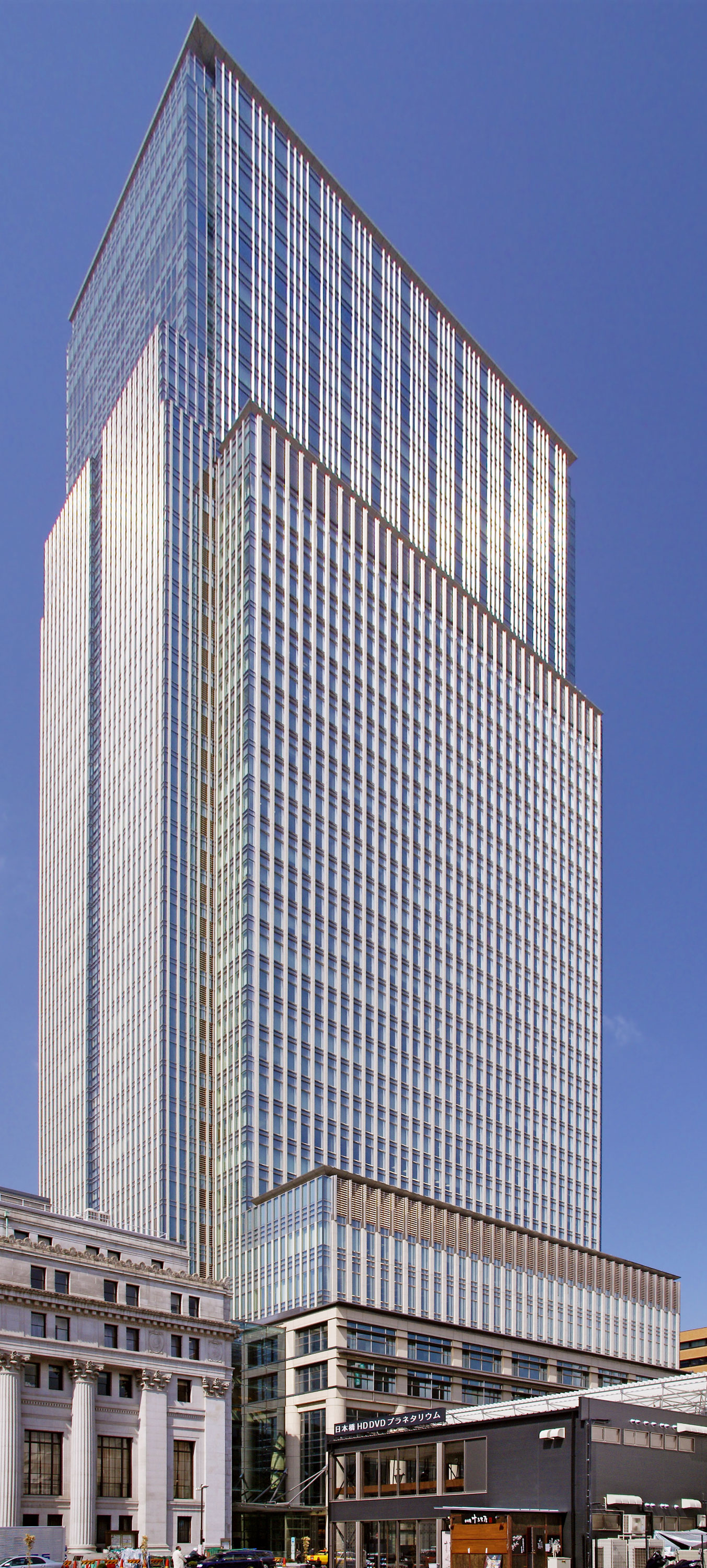
도레이의 본사가 있는 니혼바시 미쓰이 타워(도쿄 도 주오 구)

도레이 주식회사(일본어: 東レ株式会社, 영어: Toray Industries, Inc.)는 도쿄도 주오구 니혼바시무로마치와 오사카부 오사카시 기타구 나카노시마에 본사를 두고 있는 일본의 화학 회사이다. 한국지사는 도레이첨단소재이다.
합성섬유·플라스틱을 시작으로 하는 화학 제품이나 정보 관련 소재를 취급하고 있다.

## 같이 보기
- 복합 재료
- 미쓰비시 X-2 신신